# ドロシア・ベイト
ドロシア・ミノーラ・アリス・ベイト (英語: Dorothea Minola Alice Bate, 1878年11月8日 - 1951年1月13日) は、イギリスの古生物学者で、動物考古学の先駆者である。どのように、なぜ、巨大化と矮小化という形態へ進化したのかを理解することを目的に、近い時代に絶滅した哺乳類の化石を探し出すことを生涯の仕事とした。

## 若年期
警察の警視であったヘンリー・レジナルド・ベイトと彼の妻エリザベス・フレーザー・ホワイトヒルの娘として、ウェールズ西部のカーマーゼンシャーで生まれた。ベイトには年長の姉と年下の弟がいた。ベイトは正規の教育をほとんど受けていないが、あるとき語ったところによると、彼女の教育は「学校によって短期間中断されただけだった」という。

## 経歴
1898年、19歳のときにロンドン自然史博物館に職を得た。初めは動物学部門の鳥類室で鳥の皮膚を区分する仕事につき、後に化石の整理を行うようになった。自然史博物館には50年間在籍し、鳥類学、古生物学、地質学、そして解剖学を学んだ。若いころはしばしば出来高払いで仕事をしていた。
1901年にベイトは最初の科学的な論文としてA short account of a bone cave in the Carboniferous limestone of the Wye valleyを発表した。この論文は地質学雑誌 (Geological Magazine) に掲載され、小型更新世哺乳類の遺骸についてのものであった。
同1901年、化石骨の調査のため自費でキプロス島を初めて訪れ、キレニア地方の12箇所の洞窟で化石を含む堆積物を発見した。その中にはHippopotamus minor (Cyprus Dwarf Hippopotamus) の化石骨もあった。1902年、王立協会から助成金を得てキプロス島に戻り、キレニア地方の洞窟で新種のドワーフエレファントを発見。この新種の小型の象をElephas cypriotesと名づけ、1903年に王立協会のために論文を書いている。キプロスに滞在中、彼女は現生哺乳類と鳥類の観察 (及び、罠や銃による狩猟、皮の採取) をし、キプロストゲマウス (Acomys nesiotes) やミソサザイ亜種 (Troglodytes troglodytes cypriotes)の記述を含むいくつかの論文の準備を行った。キプロスでベイトは大半をウッドハウスという地方委員と共にパフォスの街で宿泊していた。遠い地域に旅に出ていないときは、しばしば一人で、活発な社会生活を送った。
ベイトは後に、クレタ島、コルシカ島、サルディニア島、マルタ島、バレアレス諸島と言った地中海の他の島々やスーダンなどのアフリカ地域の探検に着手し、それら地域の先史時代の動物相の研究を出版することにとりかかった。1909年にバレアレス諸島でヤギ亜科の未知の絶滅種であるMyotragus balearicusを発見した。クレタ島東部のKat高原では、ドワーフ化したカバ(Cretan dwarf hippopotamus)の遺骸を発見した。また、クレタ島でクノッソスを発掘していた若い考古学者たちと知り合いになり、ミノア文明の解明に手助けをした。
マヨルカ島ではイギリス副領事から求愛され、ベイトは次のように述べている。「私は、セックスをしようとして自分の公的な地位に相応しい振る舞いをしない老人は嫌いだ」。
デイリー・テレグラフによれば、
| 「 | 彼女は、不毛で盗賊に荒らされた土地を徒歩またはラバで旅し、ノミがたかるあばら家や小屋で眠る日々を過ごしていた。採集カバン、網、昆虫箱、ハンマー、さらにはダイナマイトを常に携え、荒れる波を越えて隔絶された崖の洞窟にたどり着き、地面を覆う泥や土くれと戦った。 | 」 |

1920年代にベイトは考古学者のドロシー・ギャロッドと共にパレスチナで働いた。1937年に彼女たちは共著でカルメル山の発掘を解説したThe Stone Age of Mount Carmel volume 1, part 2: Palaeontology, the Fossil Fauna of the Wady el-Mughara Cavesを出版した。その他の発見の中で、彼女たちはカバの遺骸について報告している。
ベイトはまたパーシー・ロウと中国でダチョウの化石の研究をしていた。彼女は、特に気候による解釈の分野では、動物考古学者の先駆者であった 。彼女はガゼル属とダマジカ属の関連性の割合を比較していた 。
野外調査をやめる少し前の1930年代後半、ベイトはベツレヘムで巨大な亀の骨をみつけた。
ルイス・リーキー、チャールズ・マクバーニー、ジョン・デズモンド・クラークを含む多くの考古学者や人類学者が、化石骨の同定における彼女の助言を頼った。
第二次世界大戦の間、ベイトはロンドンにある自然史博物館の地質学部門からハートフォードシャーのトリングにある動物学支所へと移った。1948年、70歳の誕生日の数ヶ月前に、彼女はそこの担当役員に任命された。ガンに身体を苛まれていたけれども、1951年1月13日に心臓発作で亡くなり、クリスチャン・サイエンス信者として火葬にふされた。トリングの彼女の机の上には論文リストが置かれていた。リストの最後にはSwan Songという題を書いていた。
亡くなったときの彼女の遺産は総額15,369ポンドに達した。
2005年、自然史博物館のプロジェクトの一環として、カール・リンネやメアリー・アニング、そしてウィリアム・スミスなどといった他の著名人と並んで、「ドロシア・ベイトの複製」が製作された。彼らは彼らの生涯と発見物の物語と逸話を語ってくれる。
彼女の伝記Discovering Dorothea: the Life of the Pioneering Fossil-Hunter Dorothea Bate（「発見するドロシア：化石ハンターの先駆者ドロシア・ベイトの生涯」）の中で、著者のカロリン・シンドラーはベイトを「機知に富み、辛らつで、賢く、勇敢」だと特徴付けた。シンドラーは2004年版の英国人名辞典のベイトの項目の著者でもある。

## 代表的な著作
- A short account of a bone cave in the Carboniferous limestone of the Wye valley,  Geological Magazine, new series, 4th decade, 8 (1901), pp. 101–6
- Preliminary Note on the Discovery of a Pigmy Elephant in the Pleistocene of Cyprus (1902–1903)[4]
- Further Note on the Remains of Elephas cypriotes from a Cave-Deposit in Cyprus (1905)[11]
- On Elephant Remains from Crete, with Description of Elephas creticus (1907)[12]
- Excavation of a Mousterian rock-shelter at Devil's Tower, Gibraltar (with Dorothy Garrod, L. H. D. Buxton, and G. M. Smith, 1928)[13]
- A Note on the Fauna of the Athlit Caves (1932)[14]
- The Stone Age of Mount Carmel, volume 1, part 2: Palaeontology, the Fossil Fauna of the Wady el-Mughara Caves (with Professor Dorothy Garrod, 1937) [8]

## 表彰
- 1940年 - ウォラストン賞（ロンドン地質学会）
- 1940年 - フェロー（ロンドン地質学会）

## 肖像画
彼女の姉によって描かれた若き日のベイトの水彩肖像画が自然史博物館に存在する。その中で彼女は白レースと大きなピンクのバラを配した黒いドレスを着ている。